# Окунёвский сельский совет
Окунёвский сельский совет (укр. Окунівська сільська рада, крымскотат. Tarpançı köy şurası) — административно-территориальная единица в Черноморском районе в составе АР Крым Украины (фактически до 2014 года), ранее до 1991 года — в составе Крымской области УССР в СССР.
Время образования Окуневского сельсовета пока не установлено, известно, что на 1977 год село ещё входило в состав Красносельского сельсовета.
Население по переписи 2001 года — 2091 человек.
К 2014 году состоял из 5 сёл:
- Окунёвка
- Громово
- Знаменское
- Красносельское
- Марьино

## История
Окунёвский сельский совет в Крымской области УССР в СССР был образован, видимо, после 1977 года, поскольку на тот год сёла совета ещё входили в состав Красносельского — возможно, произошло перенесение центра совета.
С 12 февраля 1991 года сельсовет в восстановленной Крымской АССР, 26 февраля 1992 года переименованной в Автономную Республику Крым. С 21 марта 2014 года в составе Крыма аннексирован Россией. Законом «Об установлении границ муниципальных образований и статусе муниципальных образований в Республике Крым» от 4 июня 2014 года территория административной единицы была объявлена муниципальным образованием со статусом сельского поселения.